# Stegen, Luxemburg
Stegen är en ort i Luxemburg.   Den ligger i distriktet Diekirch, i den centrala delen av landet, 24 kilometer norr om huvudstaden Luxemburg. Stegen ligger 323 meter över havet och antalet invånare är 406.
Terrängen runt Stegen är kuperad åt nordväst, men åt sydost är den platt.  Närmaste större samhälle är Diekirch, 4,3 kilometer norr om Stegen. 
I omgivningarna runt Stegen växer i huvudsak blandskog. Runt Stegen är det ganska tätbefolkat, med 100 invånare per kvadratkilometer.